# Mohammed Kudus
Mohammed Kudus (Accra, 2 agosto 2000) è un calciatore ghanese, attaccante del Tottenham e della nazionale ghanese.

## Caratteristiche tecniche
Ha un mancino potente che gli consente di essere pericoloso anche dalla lunga distanza. Tra le sue caratteristiche migliori rientra il dribbling. Una volta arrivato all'Ajax, ha trovato la sua collocazione migliore come ala destra, esaltando la sua esplosività, la sua capacità nel dribbling e la sua buona tecnica individuale andando a migliorare notevolmente sotto questi aspetti.

## Carriera

### Club
Cresciuto nel settore giovanile della Right to Dream Academy, nel gennaio 2018 si è trasferito in Danimarca al Nordsjælland. Ha esordito in prima squadra il 5 agosto 2018 disputando l'incontro di Superligaen perso 2-0 contro il Brøndby. In due stagioni mette insieme 51 presenze e 14 gol in campionato e nel luglio 2020 viene acquistato dall’Ajax per 9 milioni di euro. Segna il suo primo gol con i lancieri il 18 ottobre in Ajax-Heerenveen 5-1 e tre giorni dopo debutta in Champions in Ajax-Liverpool 0-1. Un lungo infortunio lo terrà fuori fino al 10 gennaio quando torna in campo nel finale di Ajax-PSV 2-2.
Trova più spazio nel finale di stagione, a campionato ormai vinto, segnando nel klassieker contro il Feyenoord (0-3) e contro il VVV-Venlo (3-1) e venendo poi premiato come “Giovane del mese” in Eredivisie. In tre anni mette insieme 87 presenze e 27 gol.
Il 27 agosto 2023 viene ceduto per 42 milioni di euro più bonus al West Ham Utd con cui firma un contratto quinquennale.
Il 10 luglio 2025 viene acquistato dal Tottenham.

### Nazionale
Ha giocato nelle nazionali giovanili ghanesi Under-17 ed Under-20.
Nel 2019 ha esordito nella nazionale maggiore ghanese, con la quale ha partecipato ai Mondiali del 2022 ed alla Coppa d'Africa nel 2021 e nel 2023.

## Statistiche

### Presenze e reti nei club
Statistiche aggiornate al 10 luglio 2025.
| Stagione            | Squadra             | Campionato          | Campionato | Campionato | Coppe nazionali | Coppe nazionali | Coppe nazionali | Coppe continentali | Coppe continentali | Coppe continentali | Altre coppe | Altre coppe | Altre coppe | Totale | Totale |
| Stagione            | Squadra             | Comp                | Pres       | Reti       | Comp            | Pres            | Reti            | Comp               | Pres               | Reti               | Comp        | Pres        | Reti        | Pres   | Reti   |
| ------------------- | ------------------- | ------------------- | ---------- | ---------- | --------------- | --------------- | --------------- | ------------------ | ------------------ | ------------------ | ----------- | ----------- | ----------- | ------ | ------ |
| 2018-2019           | Nordsjælland        | SL                  | 26         | 3          | CD              | 1               | 0               | UEL                | 2                  | 0                  | -           | -           | -           | 24     | 2      |
| 2019-2020           | Nordsjælland        | SL                  | 25         | 11         | CD              | 1               | 0               | -                  | -                  | -                  | -           | -           | -           | 26     | 11     |
| Totale Nordsjælland | Totale Nordsjælland | Totale Nordsjælland | 51         | 14         |                 | 2               | 0               |                    | 2                  | 0                  |             | -           | -           | 55     | 14     |
| 2020-2021           | Ajax                | ED                  | 17         | 4          | CO              | 1               | 0               | UCL+UEL            | 1+3                | 0                  | -           | -           | -           | 22     | 4      |
| 2021-2022           | Ajax                | ED                  | 16         | 1          | CO              | 2               | 0               | UCL                | 2                  | 0                  | -           | -           | -           | 20     | 1      |
| 2022-2023           | Ajax                | ED                  | 30         | 11         | CO              | 3               | 1               | UCL+UEL            | 6+2                | 4+1                | SO          | 1           | 1           | 42     | 18     |
| lug.-ago. 2023      | Ajax                | ED                  | 2          | 1          | CO              | 0               | 0               | UEL                | 1                  | 3                  | -           | -           | -           | 3      | 4      |
| Totale Ajax         | Totale Ajax         | Totale Ajax         | 65         | 17         |                 | 6               | 1               |                    | 15                 | 8                  |             | 1           | 1           | 87     | 27     |
| ago. 2023-2024      | West Ham Utd        | PL                  | 35         | 8          | FACup+CdL       | 0+3             | 0+1             | UEL                | 9                  | 5                  | -           | -           | -           | 47     | 14     |
| 2024-2025           | West Ham Utd        | PL                  | 32         | 5          | FACup+CdL       | 1+2             | 0+0             | -                  | -                  | -                  | -           | -           | -           | 35     | 5      |
| Totale West Ham Utd | Totale West Ham Utd | Totale West Ham Utd | 67         | 13         |                 | 6               | 1               |                    | 9                  | 5                  |             | -           | -           | 82     | 19     |
| 2025-2026           | Tottenham           | PL                  | -          | -          | FACup+CdL       | -               | -               | UCL                | -                  | -                  | SU          | -           | -           | -      | -      |
| Totale carriera     | Totale carriera     | Totale carriera     | 183        | 45         |                 | 14              | 2               |                    | 26                 | 13                 |             | 1           | 1           | 224    | 60     |

### Cronologia presenze e reti in nazionale
| Cronologia completa delle presenze e delle reti in nazionale ― Ghana | Cronologia completa delle presenze e delle reti in nazionale ― Ghana | Cronologia completa delle presenze e delle reti in nazionale ― Ghana | Cronologia completa delle presenze e delle reti in nazionale ― Ghana | Cronologia completa delle presenze e delle reti in nazionale ― Ghana | Cronologia completa delle presenze e delle reti in nazionale ― Ghana | Cronologia completa delle presenze e delle reti in nazionale ― Ghana | Cronologia completa delle presenze e delle reti in nazionale ― Ghana |
| Data                                                                 | Città                                                                | In casa                                                              | Risultato                                                            | Ospiti                                                               | Competizione                                                         | Reti                                                                 | Note                                                                 |
| -------------------------------------------------------------------- | -------------------------------------------------------------------- | -------------------------------------------------------------------- | -------------------------------------------------------------------- | -------------------------------------------------------------------- | -------------------------------------------------------------------- | -------------------------------------------------------------------- | -------------------------------------------------------------------- |
| 14-11-2019                                                           | Cape Coast                                                           | Ghana                                                                | 2 – 0                                                                | Sudafrica                                                            | Qual. Coppa d'Africa 2021                                            | 1                                                                    | 61’                                                                  |
| 18-11-2019                                                           | São Tomé                                                             | São Tomé e Príncipe                                                  | 0 – 1                                                                | Ghana                                                                | Qual. Coppa d'Africa 2021                                            | -                                                                    | 65’                                                                  |
| 25-3-2021                                                            | Johannesburg                                                         | Sudafrica                                                            | 1 – 1                                                                | Ghana                                                                | Qual. Coppa d'Africa 2021                                            | 1                                                                    |                                                                      |
| 28-3-2021                                                            | Cape Coast                                                           | Ghana                                                                | 3 – 1                                                                | São Tomé e Príncipe                                                  | Qual. Coppa d'Africa 2021                                            | -                                                                    | 79’                                                                  |
| 8-6-2021                                                             | Rabat                                                                | Marocco                                                              | 1 – 0                                                                | Ghana                                                                | Amichevole                                                           | -                                                                    | 68’                                                                  |
| 12-6-2021                                                            | Cape Coast                                                           | Ghana                                                                | 0 – 0                                                                | Costa d'Avorio                                                       | Amichevole                                                           | -                                                                    |                                                                      |
| 9-10-2021                                                            | Cape Coast                                                           | Ghana                                                                | 3 – 1                                                                | Zimbabwe                                                             | Qual. Mondiali 2022                                                  | 1                                                                    | 31’ 90+2’                                                            |
| 12-10-2021                                                           | Harare                                                               | Zimbabwe                                                             | 0 – 1                                                                | Ghana                                                                | Qual. Mondiali 2022                                                  | -                                                                    | 86’                                                                  |
| 11-11-2021                                                           | Johannesburg                                                         | Etiopia                                                              | 1 – 1                                                                | Ghana                                                                | Qual. Mondiali 2022                                                  | -                                                                    |                                                                      |
| 14-11-2021                                                           | Cape Coast                                                           | Ghana                                                                | 1 – 0                                                                | Sudafrica                                                            | Qual. Mondiali 2022                                                  | -                                                                    | 12’                                                                  |
| 25-3-2022                                                            | Kumasi                                                               | Ghana                                                                | 0 – 0                                                                | Nigeria                                                              | Qual. Mondiali 2022                                                  | -                                                                    |                                                                      |
| 29-3-2022                                                            | Abuja                                                                | Nigeria                                                              | 1 – 1                                                                | Ghana                                                                | Qual. Mondiali 2022                                                  | -                                                                    | 73’                                                                  |
| 1-6-2022                                                             | Cape Coast                                                           | Ghana                                                                | 3 – 0                                                                | Madagascar                                                           | Qual. Coppa d'Africa 2023                                            | 1                                                                    | 87’                                                                  |
| 5-6-2022                                                             | Luanda                                                               | Rep. Centrafricana                                                   | 1 – 1                                                                | Ghana                                                                | Qual. Coppa d'Africa 2023                                            | 1                                                                    |                                                                      |
| 10-6-2022                                                            | Kōbe                                                                 | Giappone                                                             | 4 – 1                                                                | Ghana                                                                | Kirin Cup                                                            | -                                                                    | 68’                                                                  |
| 14-6-2022                                                            | Suita                                                                | Cile                                                                 | 0 – 0 (1 – 3 dtr)                                                    | Ghana                                                                | Kirin Cup                                                            | -                                                                    |                                                                      |
| 23-9-2022                                                            | Le Havre                                                             | Brasile                                                              | 3 – 0                                                                | Ghana                                                                | Amichevole                                                           | -                                                                    | 83’                                                                  |
| 27-9-2022                                                            | Lorca                                                                | Nicaragua                                                            | 0 – 1                                                                | Ghana                                                                | Amichevole                                                           | -                                                                    | 90+3’                                                                |
| 24-11-2022                                                           | Doha                                                                 | Portogallo                                                           | 3 – 2                                                                | Ghana                                                                | Mondiali 2022 - 1º turno                                             | -                                                                    | 45+1’ 77’                                                            |
| 28-11-2022                                                           | Al Rayyan                                                            | Corea del Sud                                                        | 2 – 3                                                                | Ghana                                                                | Mondiali 2022 - 1º turno                                             | 2                                                                    | 83’                                                                  |
| 2-12-2022                                                            | Al Wakrah                                                            | Ghana                                                                | 0 – 2                                                                | Uruguay                                                              | Mondiali 2022 - 1º turno                                             | -                                                                    | 90+8’                                                                |
| 23-3-2023                                                            | Kumasi                                                               | Ghana                                                                | 1 – 0                                                                | Angola                                                               | Qual. Coppa d'Africa 2023                                            | -                                                                    |                                                                      |
| 27-3-2023                                                            | Luanda                                                               | Angola                                                               | 1 – 1                                                                | Ghana                                                                | Qual. Coppa d'Africa 2023                                            | -                                                                    | 71’                                                                  |
| 18-6-2023                                                            | Antananarivo                                                         | Madagascar                                                           | 0 – 0                                                                | Ghana                                                                | Qual. Coppa d'Africa 2023                                            | -                                                                    | 80’                                                                  |
| 7-9-2023                                                             | Kumasi                                                               | Ghana                                                                | 2 – 1                                                                | Rep. Centrafricana                                                   | Qual. Coppa d'Africa 2023                                            | 1                                                                    |                                                                      |
| 12-9-2023                                                            | Accra                                                                | Ghana                                                                | 3 – 1                                                                | Liberia                                                              | Amichevole                                                           | 1                                                                    | 75’                                                                  |
| 14-10-2023                                                           | Charlotte                                                            | Messico                                                              | 2 – 0                                                                | Ghana                                                                | Amichevole                                                           | -                                                                    |                                                                      |
| 17-10-2023                                                           | Nashville                                                            | Stati Uniti                                                          | 4 – 0                                                                | Ghana                                                                | Amichevole                                                           | -                                                                    | 75’                                                                  |
| 17-11-2023                                                           | Kumasi                                                               | Ghana                                                                | 1 – 0                                                                | Madagascar                                                           | Qual. Mondiali 2026                                                  | -                                                                    | 90+7’                                                                |
| 21-11-2023                                                           | Iconi                                                                | Comore                                                               | 1 – 0                                                                | Ghana                                                                | Qual. Mondiali 2026                                                  | -                                                                    | 46’                                                                  |
| 18-1-2024                                                            | Abidjan                                                              | Egitto                                                               | 2 – 2                                                                | Ghana                                                                | Coppa d'Africa 2023 - 1º turno                                       | 2                                                                    |                                                                      |
| 22-1-2024                                                            | Abidjan                                                              | Mozambico                                                            | 2 – 2                                                                | Ghana                                                                | Coppa d'Africa 2023 - 1º turno                                       | -                                                                    | 89’                                                                  |
| 6-6-2024                                                             | Bamako                                                               | Mali                                                                 | 1 – 2                                                                | Ghana                                                                | Qual. Mondiali 2026                                                  | -                                                                    | 88’                                                                  |
| 10-6-2024                                                            | Kumasi                                                               | Ghana                                                                | 4 – 3                                                                | Rep. Centrafricana                                                   | Qual. Mondiali 2026                                                  | -                                                                    | 89’                                                                  |
| 5-9-2024                                                             | Kumasi                                                               | Ghana                                                                | 0 – 1                                                                | Angola                                                               | Qual. Coppa d'Africa 2025                                            | -                                                                    |                                                                      |
| 9-9-2024                                                             | Berkane                                                              | Niger                                                                | 1 – 1                                                                | Ghana                                                                | Qual. Coppa d'Africa 2025                                            | -                                                                    |                                                                      |
| 10-10-2024                                                           | Accra                                                                | Ghana                                                                | 0 – 0                                                                | Sudan                                                                | Qual. Coppa d'Africa 2025                                            | -                                                                    | Cap.                                                                 |
| 15-10-2024                                                           | Bengasi                                                              | Sudan                                                                | 2 – 0                                                                | Ghana                                                                | Qual. Coppa d'Africa 2025                                            | -                                                                    | Cap. 85’                                                             |
| 15-11-2024                                                           | Talatona                                                             | Angola                                                               | 1 – 1                                                                | Ghana                                                                | Qual. Coppa d'Africa 2025                                            | -                                                                    | 85’                                                                  |
| 18-11-2024                                                           | Accra                                                                | Ghana                                                                | 1 – 2                                                                | Niger                                                                | Qual. Coppa d'Africa 2025                                            | -                                                                    | Cap.                                                                 |
| 21-3-2025                                                            | Accra                                                                | Ghana                                                                | 5 – 0                                                                | Ciad                                                                 | Qual. Mondiali 2026                                                  | -                                                                    |                                                                      |
| 24-3-2025                                                            | Al Hoceima                                                           | Madagascar                                                           | 0 – 3                                                                | Ghana                                                                | Qual. Mondiali 2026                                                  | 1                                                                    | 80’                                                                  |
| Totale                                                               |                                                                      | Presenze                                                             | 42                                                                   |                                                                      | Reti                                                                 | 12                                                                   |                                                                      |

## Palmarès

### Club

#### Competizioni nazionali
- Campionato olandese: 2

Ajax: 2020-2021, 2021-2022
- Coppa dei Paesi Bassi: 1

Ajax: 2020-2021

### Individuale
- Calciatore ghanese dell'anno all'estero: 2

2021, 2022